# 卡拉普薩山 (拉雷卡哈省)
15°45′43″S 68°33′44″W / 15.76194°S 68.56222°W
卡拉普薩山（Qala Phusa），是玻利維亞的山峰，位於該國西部拉巴斯省的拉雷卡哈省，處於維拉科塔山西北面和利亞維伊馬納山東南面，屬於安第斯山脈的一部分，海拔高度4,884米。